# 岩手银行
岩手銀行（日语：／ Iwate ginkō */?，東證一部：8345）是總部位於岩手縣盛岡市的地區性銀行，前身可追溯至1878年的盛岡銀行，1932年改組為岩手殖産銀行，1960年定名為岩手銀行。現為東北地區主要金融機構之一，提供全面性的銀行業務，包括儲蓄、放款、證券、保險與企業資金管理等。2024年3月期，合併營收達約4,559億日圓，總資產超過3.8兆日圓，員工約1,333人，分支機構涵蓋108家支店與2個出張所。

## 歷史
- 1878年：盛岡銀行創立，為地方金融先驅之一。[3]
- 1932年5月2日：銀行重組為岩手殖産銀行。
- 1960年：改名為「岩手銀行」。
- 1983年：新本店大樓落成；原本館轉為中ノ橋支店，後改造為「赤レンガ館」，於2016年重新開放成為文化資產展示館。
- 2023–2024年度：隨著證券業務擴展與DX推動，營收及市佔穩步成長。

## 業務概況
岩手銀行主要提供個人及企業銀行服務，包括：
- 儲蓄存取款、定期存款
- 住宅、汽車、教育貸款與中小企業融資
- 證券、投信、信託、保險與資金清算服務
- 網銀、行動銀行與電子票據等數位化平台

此外，銀行亦積極從事社區金融與地方活性化，是東北地方地方創生策略的一環。
近年財務成長：2024年合併營收較前年增約9%，純利達6.98億日圓。

## 據點分佈
岩手銀行於岩手縣及東北地區擁有全國108家支店與2處出張所，包含：
總行所在地：盛岡市中央通
其他著名據點：盛岡市根城支店、石鳥谷支店、一戸支店等
此外，原本中ノ橋舊本店已轉型為文化設施「赤レンガ館」。
目前尚未於海外設點。

岩手銀行官方標誌
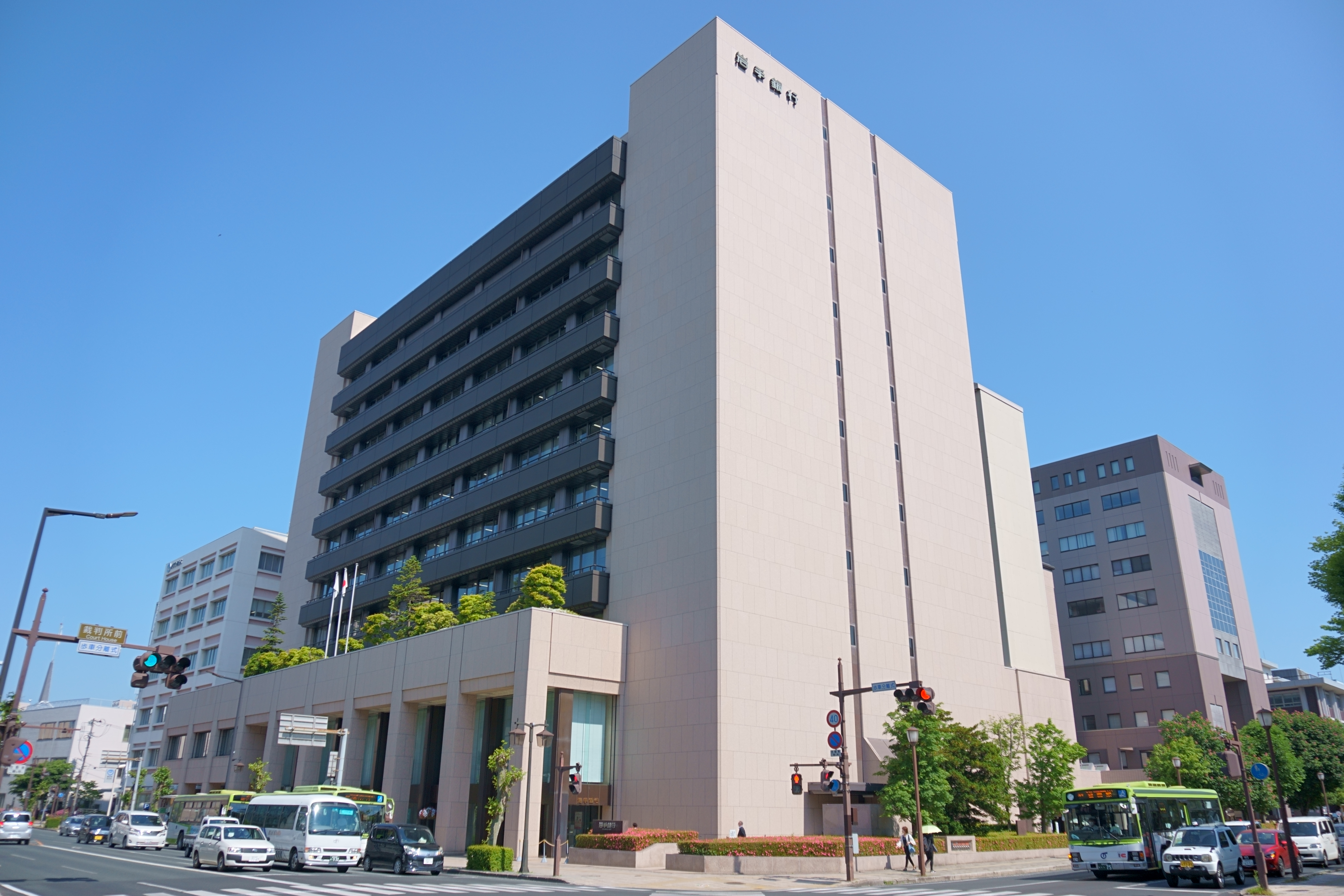
總行大樓，盛岡市
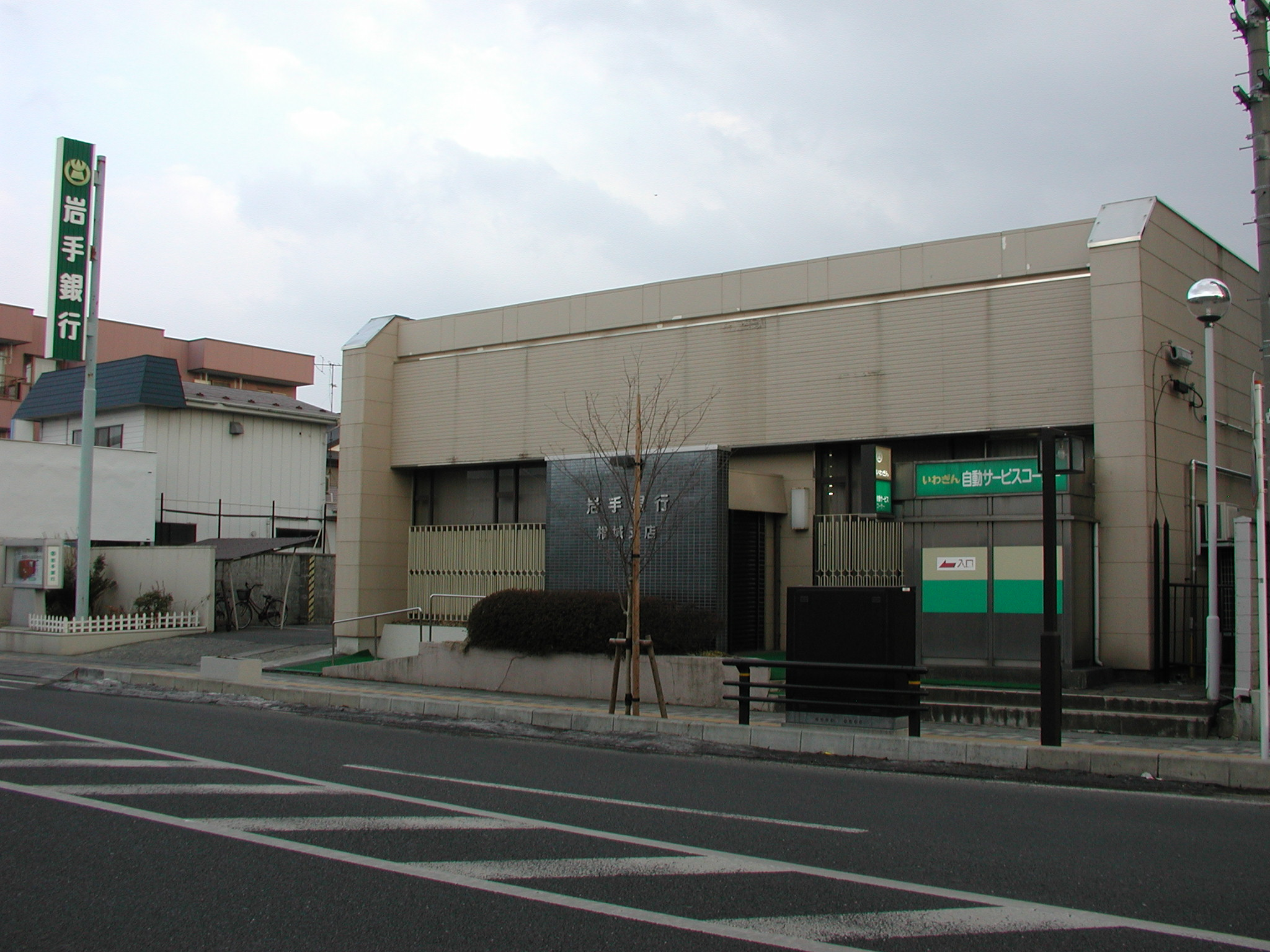
根城支店
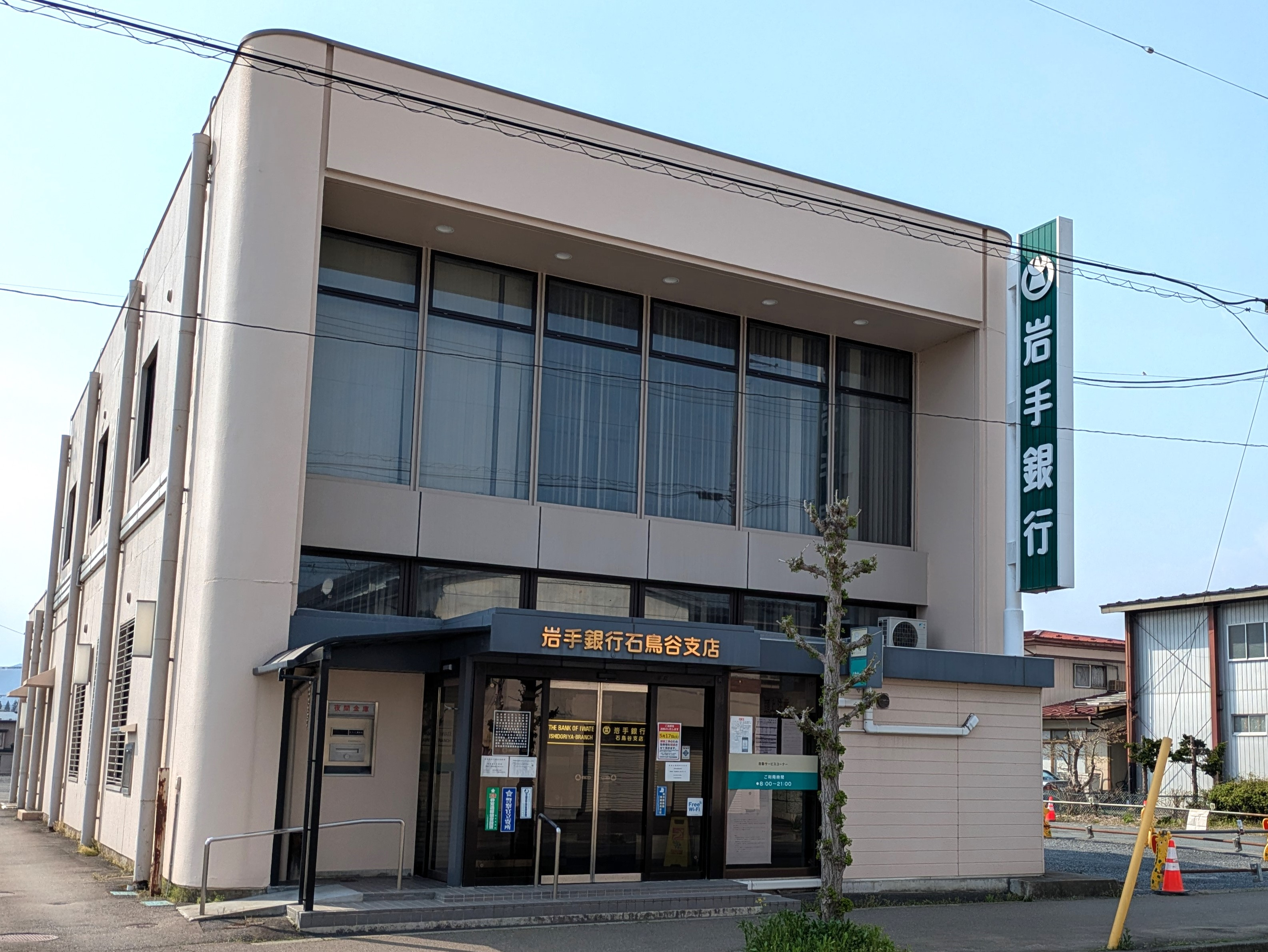
石鳥谷支店
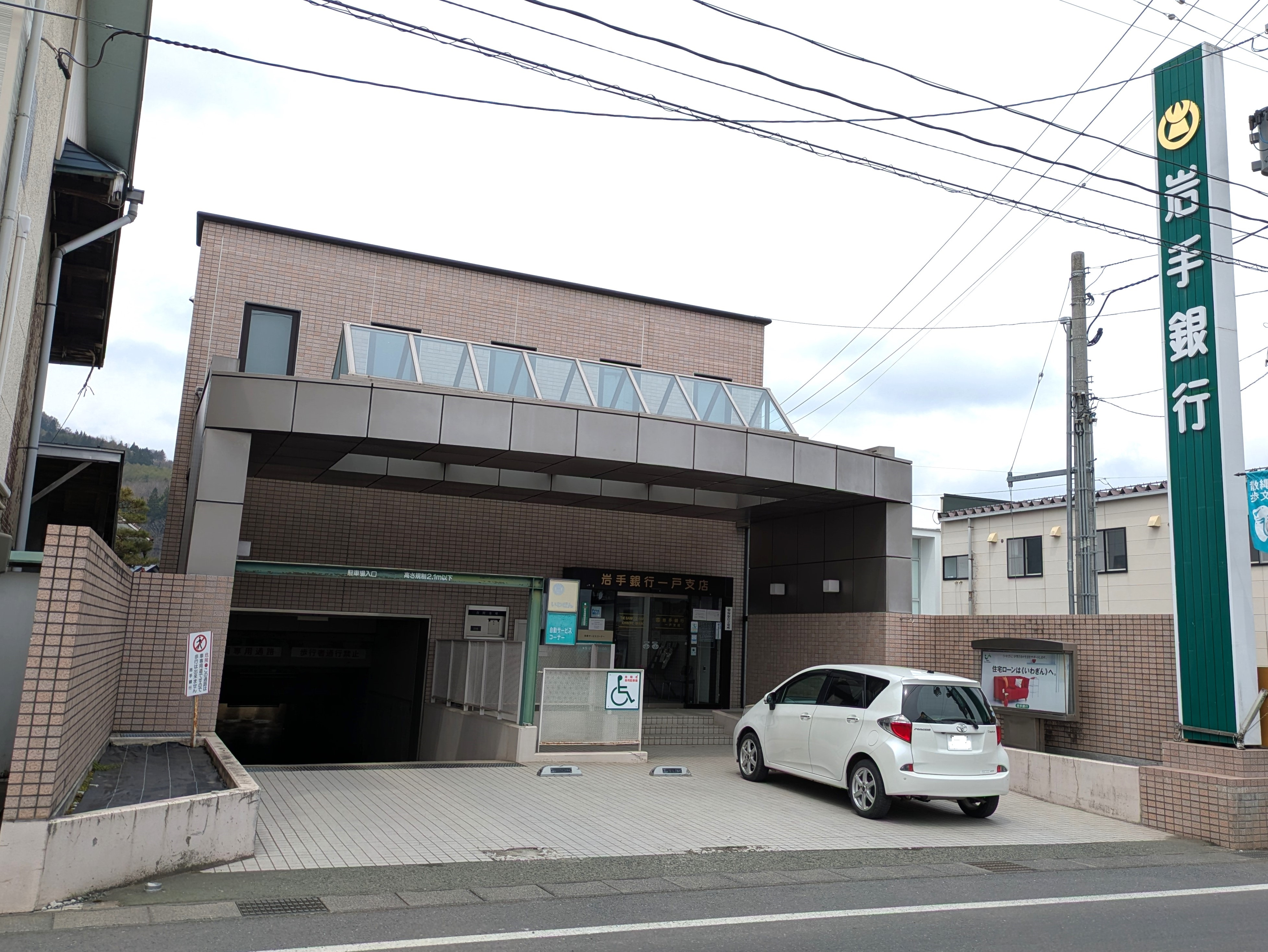
一戸支店

## 事件

### 1985年家族手當性別歧視裁定
岩手銀行於1980年代的薪資制度規定僅以男性為「世帯主」發放家族手當，女性行員則認定無資格。該規定被地方法院判定違反勞動基準法第4條（性別薪酬歧視），岩手銀行敗訴，成為日本裁判制度對性別歧視控訴的典型案例。

### 2016年「赤レンガ馆」玫瑰园盗窃事件
盛冈市岩手銀行赤レンガ馆附属玫瑰园在春季和秋季期间种植大量玫瑰，有网民与地方媒体反映曾有约 40% 的玫瑰被人为切取并带走，包括“朱王”等名贵品种。这起事件虽不涉及银行业务，但突显建筑周边公共资源的安全问题。

### 2024年電子資料帶誤廢棄事件
2024年8月3日，岩手銀行公告誤將備份客戶資料的FB系統 DAT 磁帶廢棄，涉及450家法人及5名個人用戶資料。雖經調查未見外洩，但銀行公開道歉並強化內部資訊管理制度。